# Homosexualität in China
Im alten China war gleichgeschlechtliche Liebe weit verbreitet – zumindest wenn man literarischen Überlieferungen Glauben schenken kann – und hatte keinen negativen Stellenwert an und für sich. Kritisiert wurde sie jedoch beispielsweise bei dem Legalisten Han Fei, wenn damit persönliche Begünstigungen verbunden waren. Ob es die sogenannte Öffnung zum Westen im 18. Jahrhundert war, die zur Übernahme homophober Ideologien und Gesetze führte, wie es von einigen Aktivisten in Hongkong behauptet wird, oder innerchinesische Veränderungen des 19. Jahrhunderts, die die selbstgewählte monogame heterosexuelle Beziehung als einzig gültige Beziehungsform darstellten, ist bis heute umstritten. Heute stellt sich die Situation von Lesben und Schwulen in der Volksrepublik China, aber auch in Hongkong, Macau und Taiwan als sehr ambivalent dar. Neben fortdauernden Repressionen, weniger von staatlicher Seite als von Familie und Gesellschaft, gibt es seit einigen Jahrzehnten nachhaltige Liberalisierungsprozesse, die in China – inklusive aller Sonderverwaltungszonen – zur vollständigen Entkriminalisierung von Homosexualität geführt haben, sofern es, wie in Hongkong, jemals eindeutige Bestimmungen gegeben hätte. In Taiwan ist die Emanzipation der Tongzhi-Community dabei am weitesten fortgeschritten.

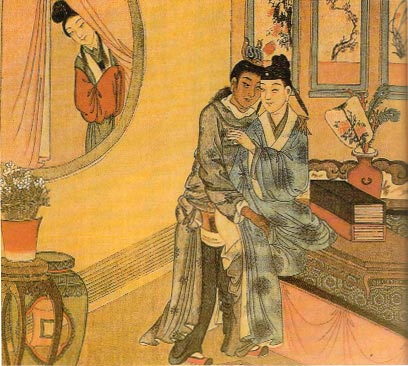
Männliches Liebespaar und weiblicher Voyeur (Qing-Dynastie)

## Chinesische Begriffe
Die hochsprachlichen Begriffe für gleichgeschlechtliche Liebe lauteten einst „die Leidenschaft des abgeschnittenen Ärmels“ und „der geteilte Pfirsich“ (chinesisch 分桃, Pinyin fēntáo), die sich beide auf halblegendäre Episoden zweier Liebesbeziehungen zwischen Männern aus dem chinesischen Altertum beziehen. Andere Ausdrücke waren „männlicher Trend/Wind“ (chinesisch 男風 / 男风, Pinyin nánfēng), „verbundene Brüder“ (chinesisch 香火兄弟, Pinyin xiānghuǒxiōngdì), und „Männliche-Drachen-Vorliebe“ (chinesisch 龍陽癖 / 龙阳癖, Pinyin lóngyángpǐ).
Heutzutage ist Tongzhi (chinesisch 同志, Pinyin tóngzhì) mit der ursprünglichen Bedeutung „Genosse/Kamerad“ der geläufigste Ausdruck im Chinesischen. Eine Unterscheidung nach männlich (chinesisch 男同志, Pinyin Nán Tōngzhì) oder weiblich (chinesisch 女同志, Pinyin Nǚ Tōngzhì) ist nicht notwendig. Bei dem Versuch, den Ausdruck „Queer“ ins Chinesische zu übertragen, schufen Mai Ke und Lin Yihua den Begriff tongzhi, als westliche queer-Filme 1988 anlässlich des Filmfestivals Queer Cinema gezeigt wurden. Das Wort selbst leitet sich von dem bekannten Zitat von Sun Yixian ab: „Die Revolution hat noch nicht gesiegt, Genossen lasst uns zusammen kämpfen“ (chinesisch 革命仍未成功, 同志仍需努力, Pinyin gémìng réng wèi chénggōng, tóngzhì réng xū nǔlì). Der Begriff ist ein Kopfreim auf tongxinglian (同性戀), dem sexualwissenschaftlichen Terminus für Homosexualität beziehungsweise Homosexuelle. Bei Tongzhi handelt es sich auch um die offizielle Anredeform unter Mitgliedern der Kommunistischen Partei Chinas, was zu Widerständen und Missverständnissen beim Auftauchen dieses 1990er-Jahre-Begriffes auf dem Festland geführt hat.
Im Kantonesischen ist daneben auch das Wort Gei (基) gebräuchlich, welches sich an den englischen Begriff Gay anlehnt. Es wird jedoch manchmal als verletzend empfunden – insbesondere wenn es von Heterosexuellen benutzt wird. Ein weiterer, nicht allgemein verbreiteter Slang-Ausdruck ist Boli (玻璃, Pinyin: bōlí, Kristall oder Glas). Unter schwulen Studenten gewinnt der Neologismus Datong (大同) an Popularität. Datong steht im Chinesischen eigentlich für die Utopie der sozialen „großen Gleichheit“, steht hier aber als Kürzel für daxuesheng tongxinglian (homosexuelle Studenten). Nicht nur in Taiwan erfreut sich zunehmend auch Ku'er (酷儿,Pinyin: kùer) einiger Beliebtheit. Es entstand in Anlehnung an den englischen Begriff Queer, der durch die Rezeption der aus den USA kommenden Queer-Theorie international bekannt geworden ist.
In Taiwan nennen sich Lesben selbst Lazi (拉子) oder Lala (拉拉). Es handelt sich um Abkürzungen des englischen Begriffes „Lesbian“.

## Religion
Alle größeren Religionen im alten China haben eine Art Kodex, der traditionell als gegen Homosexualität gerichtet interpretiert wurde. Zum Beispiel kennt der Konfuzianismus die Regel, dass ein Mann sich gemäß der hergebrachten männlichen Geschlechterrolle verhalten sollte und in gleicher Weise die Frauen entsprechend der weiblichen. Daher ist Transvestitismus ein Vergehen gegen das konfuzianische Naturrecht.
Es gibt mehrere historische Berichte von Kaisern, die selbst Frauenkleidung anlegten, und dies wurde immer als ein schlechtes Zeichen gedeutet. Kinder zu zeugen (besonders Söhne) gehört zu den zentralen Aufgaben eines Mannes in der traditionellen chinesischen Gesellschaft. Somit verletzt ein Mann, der nur männliche Liebhaber hat, seine Pflichten. Der Daoismus betont die Balance zwischen Yin und Yang. Eine mann-männliche Beziehung gilt als eine Yang-Yang-Beziehung und folglich als unausgewogen und destruktiv.
Im Buddhismus, in der buddhistischen Ethik, ist die sexuelle Orientierung irrelevant und wird nicht bewertet oder verurteilt. Wesentlich ist hier einerseits, mit keinen Handlungen Leid (Dukkha) zu verursachen, und anderseits den Sexualtrieb, egal welcher Ausrichtung, als eine jener menschlichen Eigenschaften zu erkennen, die das Erreichen des Erwachens (Bodhi) erschweren.
Auf der anderen Seite verurteilt keine der größeren chinesischen Religionen Homosexualität als eine Sünde, wie es zahlreiche Auslegungen des Christentums, Judentums und des Islam tun. Gemessen am Sündenverständnis der christlichen Kultur, schließen die sündigen Taten im Verhaltenskodex des Konfuzianismus Homosexualität nicht ein. Solange ein Mann seine Pflicht erfüllt und Kinder zeugt, ist es seine Privatsache, ob er nebenher auch männliche Liebhaber hat.
Dies trifft auch auf den Daoismus zu. Obwohl jeder Mann als Yang (maskulin) betrachtet wird, trägt er ebenso etwas Yin (Weibliches) in sich. Einige Männer können viel Yin besitzen. Deshalb wird die Anwesenheit von etwas femininem Verhalten bei Männern nicht als unnatürlich betrachtet, sondern entspricht dem Gleichgewicht von Yin und Yang in einem Menschen. Es ist auch bemerkenswert, dass viele daoistische Götter und Göttinnen entweder alleine oder zusammen mit ebenbürtigen Gottheiten des gleichen Geschlechts leben. Ein außerordentlich bekanntes Beispiel sind Shanshen (der Berggott) und Tudi (der Erdgott). Jeder Ort hat einen Shanshen und Tudi, die miteinander leben. Faszinierender ist jedoch, dass sie sich, wie etwa in dem klassischen Roman Die Reise nach Westen, manchmal als eine alte Frau und ein alter Mann manifestieren.

## Das alte China

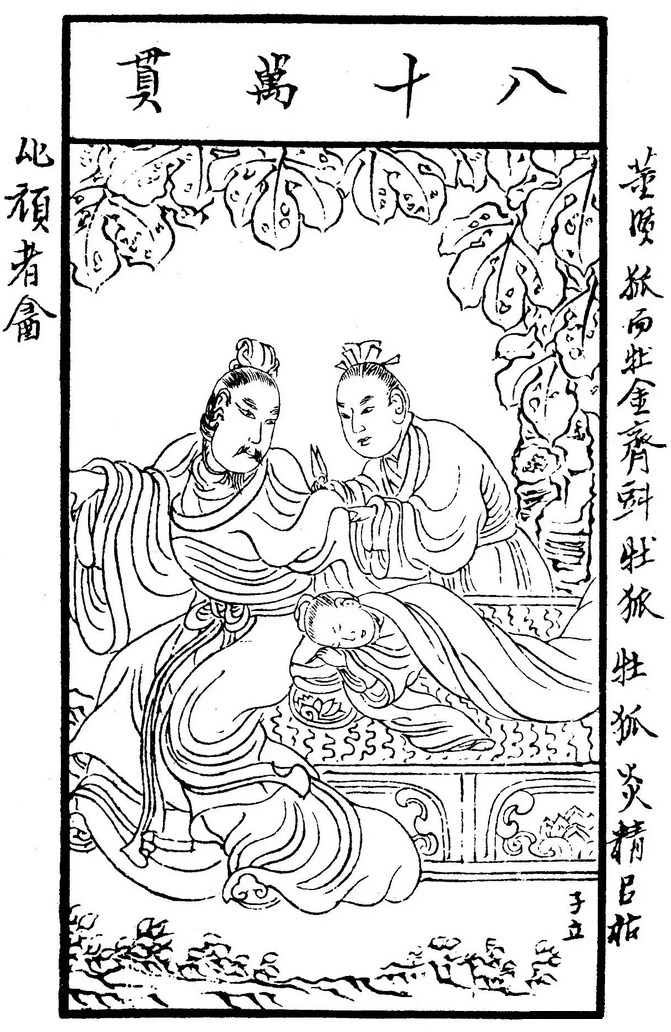
Kaiser Ai von Han und Dongxian

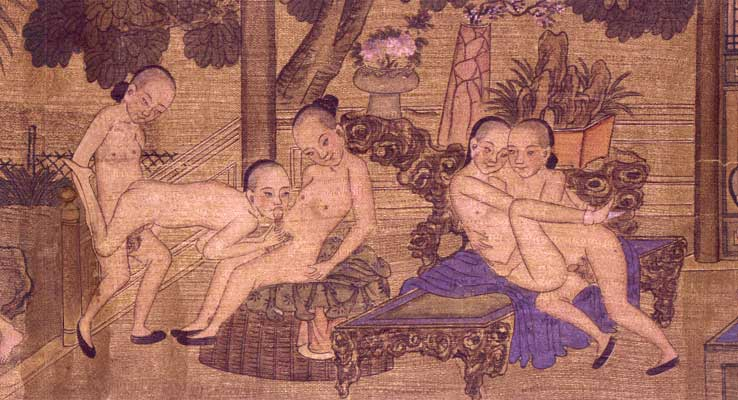
Junge Männer im erotischen Spiel (Handrolle aus Peking, spätes 19. Jh.)

Die frühesten relevanten Informationen stammen aus der Zeit der Streitenden Reiche. Eine der im alten China gebräuchlichen literarischen Formeln, nämlich yútáo duànxiù (余桃断袖), spielt gleich auf zwei bekannte Herrscher-Anekdoten an. Jene über Yútáo oder den „linken Teil des Pfirsichs“ ist im Hanfeizi festgehalten. Sie handelt von Mi Zixia (彌子瑕), einem schönen Jüngling, der von Fürst Ling von Wei (衛靈公) verehrt wurde. Mi teilte einmal einen bereits angebissenen, aber sehr delikaten Pfirsich mit dem Fürsten. Letzterer war von dieser Geste sehr gerührt. Aber als Mi im Alter seine Schönheit verloren hatte, schaute der Fürst auf dieses Ereignis zurück und warf seinem ehemaligen Geliebten vor, damals unehrlich gewesen zu sein. Duànxiù oder „den Ärmel abschneiden“ bezieht sich dagegen auf eine Geschichte über Kaiser Ai von Han, der sich, um seine männliche Konkubine Dongxian (董賢) nicht zu wecken, den Ärmel, auf dem Dongxian schlief, kurzerhand abgeschnitten hatte.
Der Gelehrte Pān Guāngdàn (潘光旦) kam zu dem Schluss, dass fast jeder Kaiser in der Han-Dynastie einen oder mehrere männliche Sexualpartner hatte. Es gibt in einigen Geschichtsbüchern auch Beschreibungen von lesbischen Beziehungen. Man glaubt, dass Homosexualität in der Song-, Ming- und Qing-Dynastie sehr populär gewesen ist. Homosexuelle Handlungen stießen in China, gemessen an der europäischen Sodomiterverfolgung, auf nur wenig Diskriminierung.
Gleichgeschlechtliche Liebe wurde auch in der chinesischen Kunst zelebriert, und vieles davon hat die Bücherverbrennungen während der Kulturrevolution überdauert. Obwohl man von keinen großen Statuen mehr weiß, lassen sich in Privatkollektion noch viele Handrollen und Seidengemälde finden.
Das erste Gesetz gegen mann-männlichen Beischlaf wurde 1740 verabschiedet. Es gibt keine historischen Aufzeichnungen, um zu erfahren, wie effektiv es durchgesetzt wurde. Verheerender war für die chinesische Tradition der Männerliebe ironischerweise die Aufklärung, die im Rahmen der Kampagne zur Selbststärkung einsetzte, als China zusammen mit westlicher Wissenschaft und Philosophie auch die Homophobie als moderne Denkweise importierte.

## Volksrepublik China

### Verfolgung unter Mao
Nach der Formierung der Volksrepublik China wurde Homosexualität unsichtbar. Sowohl die konfuzianische Moral als auch der Puritanismus der kommunistischen Bewegung standen der gleichgeschlechtlichen Liebe ablehnend gegenüber. Der kommunistische Staat verfolgte Homosexuelle, besonders während der Zeit der Kulturrevolution, als viele Schwule öffentlicher Demütigung, körperlichen Angriffen und langjähriger Haft unterworfen oder sogar hingerichtet wurden. Die gesellschaftliche Toleranz gegenüber Homosexualität schwand dahin. Ironischerweise wird über Mao Zedong, der die Kulturrevolution ins Leben rief, erzählt, seine erotischen Vorlieben hätten sich auch auf Männer erstreckt. Sein Leibarzt, Dr. Li, berichtet: „Mao hatte zahlreiche Konkubinen, aber seine sexuelle Aktivität war nicht auf Frauen beschränkt. Seine jungen Bediensteten waren stets hübsch und kräftig. Eine ihrer Aufgaben bestand darin, ihn zu massieren, bevor er ins Bett ging.“ Im Detail erinnert sich Dr. Li dabei an zwei getrennte homoerotische Ereignisse.

### Liberalisierungsprozesse
Seit dem Reform- und Öffnungsprozess im Jahr 1979 hat die Kommunistische Partei zwar ihre Kontrolle über diese Art des Verhaltens gelockert, homosexuelle Praktiken werden teilweise immer noch als „dekadenter kapitalistischer Lebensstil“ verunglimpft.
Eine beachtliche Veränderung ereignete sich während der späten 1990er und frühen 2000er Jahre, als der Analverkehr zwischen Männern 1997 entkriminalisiert und Homosexualität am 20. April 2001 auch in China von der Liste der Geisteskrankheiten gestrichen wurde. 1995 konnte die berühmte Tänzerin und transgeschlechtliche Jin Xing an sich „die erste offizielle Geschlechtsumwandlung in China“ vornehmen lassen. Diese Entwicklung setzt sich auch aktuell fort. Das Magazin Menbox wird inoffiziell als eine schwule Zeitschrift angesehen. Kürzlich erlaubte man der transgeschlechtlichen Chen Lili, sich im Rahmen der Wahl zur Miss Universe am chinesischen Vorentscheid zu beteiligen.
Eine Internetumfrage im Jahr 2000 zeigte, dass die Chinesen toleranter gegenüber homosexuellen Beziehungen werden: unter den 10.792 Befragten reagierten 48,15 % positiv, 30,9 % ablehnend. 14,46 % waren sich unsicher und 7,26 % gleichgültig.
Doch die meisten Homosexuellen leben verdeckt. Über 90 % der Lesben und Schwulen mittleren Alters leben in einer heterosexuellen Ehe. Da es weder radikale Konservative noch radikale Befreiungsaktivisten gibt, sind gewalttätige homophobe Übergriffe selten. Einige Sozialwissenschaftler beschweren sich jedoch, dass die Regierung auf diesem Gebiet untätig sei und nichts unternehme, um die Situation von Homosexuellen in China zu verbessern. Zu den Gay Games im Jahr 2002 wurden nur zwei Personen vom Festland als Teilnehmer entsandt, und abseits von schwulen Webseiten berichteten die Medien kaum von diesem Ereignis. Viele schwule Männer geben an, ungeschützten Verkehr zu haben, doch die chinesische Regierung unternimmt wenig, um sie über die Gefahr von AIDS zu informieren. Die Behörden weigern sich noch immer, schwule Anliegen in China zu befördern. Zwar ist einverständlicher Sex zwischen Erwachsenen des gleichen Geschlechts nicht verboten, aber es gibt weder Gesetze, die vor Diskriminierung schützen, noch Organisationen, die sich für die Rechte von Lesben und Schwulen einsetzen. Die Politik der Volksrepublik gegenüber homosexuellen Anliegen besteht nach Ansicht vieler weiterhin in den „Drei Neins“: nein zur Billigung, nein zur Missbilligung und nein zur Förderung (不支持, 不反对, 不提倡).
Im Juni 2009 fand im Rahmen des Liberalisierungsprozesses in China das erste einwöchige LGBT-Festival in Shanghai statt, der seitdem jährlich gefeiert wird. Staatliche Medien wie etwa China Daily, das im Besitz der kommunistischen Partei ist, bewerten dieses Festival positiv.
Die für den Januar 2010 erstmals landesweit geplante Mr.-Gay-Wahl in Peking wurde in letzter Minute untersagt.
Am 17. Juni 2011 enthielt sich China bei der knapp angenommenen Resolution des UN-Menschenrechtsrats gegen die Diskriminierung aufgrund der sexuellen Orientierung, während es in den Jahren zuvor bei ähnlichen Anträgen immer mit „Nein“ gestimmt hatte. Am 25. Juli 2011 stimmte China wieder gegen die Verleihung des UN-Beraterstatus (im UN-Wirtschafts- und Sozialrat ECOSOC) an den queeren Welt-Dachverband International Lesbian, Gay, Bisexual, Trans and Intersex Association (ILGA). Am 26. September 2014 beschloss der UN-Menschenrechtsrat die Resolution 27/L.27, die zum Kampf gegen Diskriminierung aufgrund der sexuellen Orientierung aufruft, bei der sich China wiederum der Stimme enthielt.

### Medien
Die Lockerung der Restriktionen hinsichtlich der Nutzung des Internets resultierte in einem Aufblühen schwuler Webseiten, obwohl die Polizei manchmal interveniert und diese Seiten schließt. Das Internet ist ein wichtiger Faktor für chinesische Lesben und Schwule. Obwohl es keine homosexuellen Organisationen in der Volksrepublik gibt, existieren einige gutorganisierte Internetseiten, die als beratende Institutionen fungieren.
Die Mainstream-Medien berichten manchmal über bemerkenswerte Ereignisse im Ausland, die mit dem Thema Homosexualität zu tun haben, wie zum Beispiel schwule Paraden. Jedoch erheben manche Kritiker den Vorwurf, dass das Ziel der Medien eher eine Schmierenkampagne gegen Homosexualität ist. Aufgrund des Fehlens eines Einstufungssystems für die Altersfreigabe verbietet die Regierung das Zeigen schwuler Filme im Fernsehen oder den Kinos mit der Begründung, dass sie „unangemessen“ seien. Trotz der großen Aufmerksamkeit, die der Film Lan Yu in Taiwan und Hongkong sowie anderen Orten erhalten hat, ist er in der Volksrepublik aufgrund seiner homosexuellen Darstellungen immer noch verboten, obwohl sämtliche Schauspieler sowie der Drehbuchautor vom Festland stammen.

### Stadt und Land
Es gibt einige Schwulenbars und Nachtklubs in großen Städten wie Shanghai, Guangzhou und Beijing, die Belästigungen von Seiten der Polizei unterworfen sind. Schwule, die es sich nicht leisten können, diese Szene zu frequentieren, suchen aufgrund des gesellschaftlichen Tabus, das über der Homosexualität schwebt, nach Gelegenheitssex in öffentlichen Waschräumen, Parks und Duschanlagen. Schwulsein ist ein großes Problem, wenn man auf dem Land wohnt; in China ist es besonders ausgeprägt, da die überwältigende Mehrheit der Bevölkerung in ländlichen Gebieten zuhause ist und weder über einen Zugang zum Internet noch über die Möglichkeit verfügt, in eine Stadt umzuziehen.

### Shanghai
Entsprechend seiner gesellschaftlichen Vorreiterrolle in den letzten Jahrzehnten (Ausrufung der Republik China 1912 und Abschaffung des Kaisertums, Gründung der Kommunistischen Partei Chinas 1921, entscheidende Rolle in der Kulturrevolution und bei den aktuellen wirtschaftlichen Reformen) ist die queere Emanzipation in Shanghai so weit fortgeschritten wie sonst nirgends in der VR China. Dort hat sich seit 2009 ein jährlicher, wenn auch kleiner Pride etabliert.
Im kleinen Huaihei-Bezirk (nördlich der Jiaotong-Universität) im nördlichen Bereich des Stadtteils Xuhui gibt es sogar eine Ansammlung queerer Bars; ebenso im westlichen Bereich der French Concession.

### Anhaltende Repressionen
Viele Einzelfälle zeigen, dass Schwule noch immer Vorverurteilungen durch das Justizsystem sowie Belästigungen und Festnahmen durch die Polizei ausgesetzt sind. Im Oktober 2000 verkündete ein Gericht in Beijing erstmals öffentlich, dass Homosexualität „abnormal und inakzeptabel für die chinesische Öffentlichkeit“ sei. Ein weiterer bemerkenswerter Fall ereignete sich im Juli 2001, als mindestens 37 schwule Männer in der Guangdong-Provinz inhaftiert wurden. Im April des Jahres 2004 lancierte die staatliche Aufsichtsbehörde für Radio, Film und Fernsehen (国家广播电影电视总局) eine Kampagne mit dem Ziel, die Medien von Gewalt und sexuellen Inhalten zu säubern. Programme, die homosexuelle Themen berühren, gelten danach als Verstoß gegen „die gesunde Lebensweise in China“ und fallen der Zensur zum Opfer.

### Diskussion um gleichgeschlechtliche Ehen
Während der Evaluation eines Zusatzes zum Ehegesetz im Jahr 2003 gab es in der Volksrepublik die erste Diskussion über homosexuelle Ehen. Obwohl das Ansinnen zurückgewiesen wurde, war es das erste Mal, dass die Rechte von Lesben und Schwulen auf dem chinesischen Festland diskutiert wurden.
Die Sexologin Li Yinhe (李銀河) unternahm während des Nationalen Volkskongresses in den Jahren 2000 und 2004 den Versuch, eine Legalisierung gleichgeschlechtlicher Ehen zu erwirken. Gemäß dem chinesischen Recht sind die Unterschriften von 35 Delegierten erforderlich, um einen Gesetzentwurf, wie ihn Li ausgearbeitet hatte, auf dem Kongress zu behandeln. Ihre Bemühungen scheiterten an der mangelnden Zahl von Unterstützern.

### Adoption
Änderungen, die am 1. Mai 2007 in Kraft traten, verbieten die Genehmigung von ausländischen Adoptionen durch unverheiratete Paare, über 50-jährige und extrem Übergewichtige. In den USA adoptierten bis dahin viele schwule Paare mit Kinderwunsch Kinder aus China.

## Hongkong
In Hongkong war Analverkehr zwischen Männern bis 1991 als Kapitalverbrechen definiert. Die Höchststrafe war lebenslänglich. Diese Strafe wurde jedoch in Fällen von Sex unter erwachsenen Männern, der ohne Zwang stattfand, niemals verhängt, und im Gegensatz zum Westen, aus dem die Gesetze stammten, überwog eine chinesische Gleichgültigkeit gegenüber homosexuellen Handlungen. Der Legislative Rat stimmte nach einer jahrelangen öffentlichen Debatte, die bereits 1980 eingesetzt hatte, der Entkriminalisierung von Homosexualität zu. Doch scheiterten 1993 und 1997 zwei weitere Versuche, eine Gesetzgebung gegen Diskriminierung einzuführen.
Es gibt mehrere homosexuelle Organisationen in Hongkong, wie etwa Rainbow Action und die Tongzhi Culture Society. 2003 gab die Römisch-katholische Kirche von Hongkong ein Papier heraus, das gleichgeschlechtliche Ehen verurteilte. In Reaktion darauf stürmte eine Gruppe von Demonstranten in eine Kirche und unterbrach den Gottesdienst.
Bemerkenswert und wichtig für Hongkonger Homosexuelle war das allmähliche Outing des überaus populären Hongkonger Sängers und Schauspielers Leslie Cheung. Dass dieser mit einem Mann zusammen lebte, war eingeweihten Kreisen schon lange bekannt. Einer breiten Öffentlichkeit wurde es erst bekannt, als Leslie Cheung nicht nur in mehreren Filmen Schwule spielte, sondern auch auf der Bühne mit seinem Choreografen einen erotischen Tango tanzte und seinem Freund einen Song widmete, mit der Bemerkung, dass er diesen nach seiner Mutter am zweitmeisten liebe. In den folgenden Jahren zeigten sie sich öfters gemeinsam an öffentlichen Veranstaltungen und wurden sogar händchenhaltend fotografiert. Als Cheung 2003 Selbsttötung verübte, stand sein Freund in der Todesanzeige an erster Stelle, dort wo normalerweise der Name des verwitweten Ehepartners steht.

## Taiwan
Der Status von Homosexuellen in Taiwan hat sich in den letzten Jahren verändert, nicht aufgrund einer allgemeinen öffentlichen Debatte, sondern infolge unterschiedlicher Auseinandersetzungen, von denen einige abhängig von gesellschaftlichen, politischen und ökonomischen Entwicklungen Taiwans stärker öffentlich hervortraten.
Je nach gesellschaftlichen und politischen Charakteristika herrschten „traditionelle“, „psychoanalytische“, „humanistische“ und „postmoderne“ Diskurse vor. Ein als traditionell wahrgenommener Diskurs der Heteronormativität prägte die Fünfzigerjahre in Taiwan.
In einer Zeit, in der das Bestreben der herrschenden Partei, der KMT, aber auch großer Teile der Bevölkerung darauf gerichtet war, wieder eine „Ordnung“ nach dem „Chaos“ (luan 亂) des Bürgerkriegs, des chinesisch-japanischen Krieges und nach der Herstellung einer neuen Machtstruktur in Taiwan durch die Guomindang-Truppen in Folge des Abzugs der japanischen Truppen und der japanischen Verwaltungsbeamten herzustellen, wurde auch das soziale Geschlecht (gender) im öffentlichen Diskurs, sowohl in der Wissenschaft als auch in der Literatur in klar fassbaren Kategorien gesehen. Es herrschte eine – unausgesprochene – Gleichsetzung von biologischem Geschlecht, sozialem Geschlecht und sexueller Orientierung vor.
Ein medizinisch-psychoanalytischer Diskurs mit „chinesischen Charakteristika“ prägte die Sechzigerjahre; er basierte auf psychoanalytischen Ansätzen vor allem aus den USA, wenn auch teilweise auf kulturelle Unterschiede eingegangen wurde. Vereinfachende psychoanalytische Ansätze wurden übernommen, jedoch mit einigen signifikanten Unterschieden: So spielte die Frage einer „Heilbarkeit“ eine geringere Rolle, es fehlte weiterhin eine moralisierende Bewertung von Homosexualität als „sündhaftem Verhalten“, und im Gegensatz zum US-amerikanischen Diskurs, wo man von einer Fehlentwicklung des Individuums ausging, argumentierte man gesellschaftlich-kollektiv.
In den Siebzigerjahren dann kam es zu einer Verbreiterung, aber auch einer „Trivialisierung“ des Diskurses in den Massenmedien, daneben zu ersten literarischen Versuchen, sich des Themas anzunehmen. Mit der Urbanisierung Taiwans, der fortschreitenden Technisierung der Wirtschaft, dem Ausbau der Universitäten, dem Ausbau der Wissenschaftskontakte zum Westen bot die veröffentlichte Meinungen Taiwan Ende der 1970er-Jahre „Experten“ einen großen Raum.
Bei diesen Experten handelte es sich um aller Regel um Mediziner, die immer wieder betonten, dass sie selbst nicht homosexuell seien und aus rein wissenschaftlichem Interesse sich des Themas annehmen. Es kam zu einer Synthese dieser Expertenmeinungen und des Diskurses der compulsory heterosexuality, die auch von den Experten als feste und nicht zu hinterfragende Norm gesehen wurde.
In der ersten Hälfte der Achtzigerjahre begannen die Homosexuellen selbst die Diskussion öffentlich zu führen; feministische, humanistische Ansätze erlangten Bedeutung; erst in der zweiten Hälfte der Achtzigerjahre beeinflussten feministische und humanistische Ideen den Diskurs auch in der Medizin.
Eine Strategie der Ausgrenzung wurde nun in literarischen Werken, beispielsweise von Bai Xianyong 白先勇, Guang Tai 光泰 und Xuan Xiaofo 玄小佛 aufgehoben. Im Falle von Aids zeigte sich, dass nicht nur amerikanische Touristen an Aids erkrankten, sondern dass die Krankheit ganz ‚normale‘ einheimische Familien betraf.
Zudem konnten sich nach 1987 mit der Aufhebung des Ausnahmezustandes Gruppierungen außerhalb des GMD-Staates organisieren, und sehr unterschiedliche soziale Bewegungen entstanden. Innerhalb dieser sozialen Bewegung war es ein „neuer Feminismus“, verbunden mit der Awakening Foundation und Li Yuanzhen, der fest gefügte Paradigmen der taiwanischen Gesellschaft in Frage stellte: gender als Analysekategorie für die patriarchalen Strukturen der Gesellschaft spielte in der öffentlichen Wahrnehmung eine zunehmende Rolle, und an verschiedenen Universitäten entstanden gender-Studien, die sich mit dem Thema Homosexualität befassten.
Mit der Aufhebung des Ausnahmezustandes und dem Ende der Zensur konnten zudem unabhängige Zeitschriften – beispielsweise von studentischen und feministischen Gruppierungen – erscheinen.
Die Entwicklung der 1990er-Jahre schließlich ist durch eine Pluralisierung der Gesellschaft gekennzeichnet, und ein von sozialen Bewegungen geprägter „tongzhi-Diskurs“ ebenso wie ein glokalisierter postmoderner „kuer-Diskurs“ erlangt Dominanz.
Der literarischen Welt kam hier eine besondere Bedeutung zu und es erschienen zahlreiche Werke zum Thema Homosexualität; einige Werke erhielten hoch dotierte Auszeichnungen der mainstream-Presse. Zu nennen wären hier im Jahre 1990 Ling Yan (凌煙) mit dem Roman „Die Stumme Drossel“ (失聲畫眉), im Jahre 1991 Du Xiulans (杜修) mit dem Roman „Die widerspenstige Tochter“ (蘭逆女) sowie Cao Lijuan (曹麗娟) mit dem Werk „Der Tanz der Mädchen“ (童女之舞) und 1996 Qiu Miaojins (邱妙津) „Aufzeichnungen eines Krokodils“ (鱷魚手記) oder Zhu Tianwens (朱天文) „Aufzeichnungen eines Außenseiters“ (荒人手記).
Schließlich wurde Homosexualität partiell aus dem Minoritäten-Diskurs herausgenommen: Junge Schriftsteller wie Ji Dawei (紀大偉), Chen Xue (陳雪), Qiu Miaojin (邱妙津) oder Hong Ling (洪凌) befassten sich in postmodernen Zeitschriften wie „Isle Margin“ erneut mit dem Thema gleichgeschlechtlicher Begierde, dekonstruierten das Phänomen und zeigten, dass es keine festen Grenzen von sex und gender gibt, wobei auf US-amerikanische Ansätze wie die queer theory (Judith Butler) zurückgegriffen wurde, jedoch eine Lokalisierung von Ansätzen und Ideen stattfand.

### Kultur
In den 1970ern wurden mehrere Romane veröffentlicht, die das Thema Homosexualität behandelten. Einer der bekanntesten Autoren ist Pai Hsien-yung, in dessen Romanen viele Schwule vorkommen. Sein bekanntestes Buch trägt den Titel Kristalljungen. Bis heute sind mehrere homosexuelle Kinofilme und Fernsehserien (unter anderem eine Verfilmung von Kristalljungen) entstanden, die teilweise auch in der Volksrepublik China von Lesben und Schwulen zur Kenntnis genommen wurden. Formula 17 wurde sogar zu einem unerwarteten Kassenerfolg (größte Einnahmen eines taiwanischen Films seit 10 Jahren). Das Erstlingswerk der jungen Regisseurin Chen spielt in einem utopischen Taipei, in dem Heterosexualität nicht zu existieren scheint. Die jungen Protagonisten kämpfen statt mit der Gesellschaft nur mit ihrem Liebesleben.

### Geschichte
Die Gesellschaft Taiwans ist eine Einwanderergesellschaft. Im 17. Jahrhundert limitierte die Qing-Regierung die Zahl der Frauen, die von Festlandchina auf die Insel Taiwan emigrieren durften. Diese Begrenzung ergab ein Ungleichgewicht der Geschlechter in der taiwanischen Gesellschaft. Personen, die gleichgeschlechtliche Beziehungen hatten, wurden „Lo Han Jiao“ (羅漢腳) genannt.

### 21. Jahrhundert
- Ende Oktober 2003 verkündete die Regierung der Republik China (Taiwan) ihr Vorhaben, gleichgeschlechtliche Ehen zu legalisieren.
- Am 1. November 2003 wurde in Taipeh, der Hauptstadt Taiwans, die erste Lesben- und Schwulenparade in einem chinesischsprachigen Land veranstaltet. Mehr als 1000 Personen nahmen teil,[18] darunter auch der regierende Bürgermeister von Taipei, Ma Ying-jeou. Dennoch trugen viele Demonstranten Masken, um ihre Identität zu verbergen, da Homosexualität immer noch ein Tabu in Taiwan darstellte. Seitdem findet diese Parade jedes Jahr im Herbst statt.
- Am 17. Januar 2004 verhaftete die Polizei von Taipei 93 Schwule aufgrund ihrer Teilnahme an einer Drogen-Orgie. Die Öffentlichkeit war schockiert, als sie erfuhr, dass fast ein Drittel der Verhafteten HIV-positiv sei. Die Polizeiaktion wurde von der Tongzhi-Community scharf verurteilt.
- Am 17. Mai 2019 stimmte das Parlament in Taipeh einem Gesetzesentwurf zu, welcher es homosexuellen Partnern erlaubt sich für eine Hochzeit zu registrieren. Damit war Taiwan das erste asiatische Land, welches die gleichgeschlechtliche Ehe legalisierte.[19]

## Zeitgenössische Kultur

### Menschen
Die folgenden Personen haben durch ein öffentliches Coming-out oder durch andere Bemühungen die Situation von Lesben und Schwulen in China zu verbessern versucht:
- Leslie Cheung (schwuler Sänger und Schauspieler aus Hongkong)
- Pai Hsien-yung (schwuler Autor aus Taiwan)
- Li Yinhe (Sexologin in der Volksrepublik)
- Stanley Kwan (Regisseur aus Hongkong)
- Jin Xing (Transfrau mit der ersten offiziellen Geschlechtsoperation Chinas (1995))
- Zero Chou (Regisseur aus Taiwan)

### Filme und Fernsehserien
In China, Hongkong und Taiwan wurden viele schwule Filme und Fernsehserien produziert, darunter:
- Bishonen... Beauty (Meishaonian zhi lian) (Hongkong 1998)
- Blue Gate Crossing (Lanse Da Men) (Taiwan 2002)
- Buffering (Hongkong 2003)
- Butterfly (蝴蝶,  Hu die) (Hongkong 2004)
- Crystal Boys TV-Miniserie (20 Episoden) (Taiwan 2003)
- East Palace, West Palace (Dong gong xi gong) (China 1996)
- Farewell My Concubine (Ba wang bie ji) (China/Hongkong 1993)
- Fish and Elephant (Jin nian xia tian) (China 2001)
- Formula 17 (Shi qi sui de tian kong) (Taiwan 2004)
- Happy Together (Cheun gwong tsa sit) (Hongkong 1997)
- I Am Not What You Want (Hongkong 2001)
- Lan Yu (Hongkong / VR China 2001)
- Das Hochzeitsbankett (Hsi yen, The Wedding Banquet) (Taiwan/USA 1993)
- Die Töchter des chinesischen Gärtners (Les Filles du botaniste, 2006) (Regie und Buch: Dai Sijie)
- Ci qing (chinesisch 刺青) (Taiwan 2007)
- Candy Rain (chinesisch 花吃了那女孩, Pinyin Hua chi liao na nu hai) (Taiwan 2008)

Dokumentarfilme:
- Yang ± Yin: Gender in Chinese Cinema (UK/Hongkong TV 1996)